# Braun GmbH
Braun GmbH es una compañía alemana de productos de consumo, conocida por sus productos de diseño funcional y estético. En 1921, el ingeniero Max Braun estableció su empresa en Fráncfort del Meno, en un principio fabricando componentes para radios y, a partir de 1929, amplificadores y receptores de radio. Max Braun fue uno de los primeros fabricantes europeos que combinó radio y tocadiscos en un mismo aparato. En 1934 nació el logotipo de Braun, con su característica "A" alargada y redondeada en el centro. Durante la Segunda Guerra Mundial, Braun se vio obligada a abandonar prácticamente la producción para el sector civil. En 1944 sus fábricas de Fráncfort del Meno quedaron destruidas casi por completo. En 1945, Max Braun comenzó a reconstruir su empresa con 150 empleados. 1950 presenció el lanzamiento de la primera afeitadora eléctrica, la "S 50", que combinaba un elemento de corte oscilante con una lámina de acero ultrafina, y sin embargo estable, por encima. Este principio ha seguido empleándose, en una forma más refinada y perfeccionada, en las afeitadoras Braun hasta el día de hoy. Max Braun falleció repentinamente en noviembre de 1951. Sus hijos, Artur (26) y Erwin (30), tuvieron que asumir la dirección de la empresa, el departamento de diseño de la compañía comenzó a producir productos del hogar con diseños innovadores como radios, proyectores de diapositivas, equipos de audio, y otros, que son iconos de la producción industrial del siglo XX, hoy estimados como artículos para coleccionistas.
Procter & Gamble es propietaria de la marca Braun, mientras que Delonghi tiene licencia para vender productos de planchado y cocina, gracias al acuerdo alcanzado por ambas compañías en 2012.

## Productos
Los productos de Braun comprenden las siguientes categorías:
- Afeitado y cuidado del cabello (afeitadoras eléctricas, cortadoras de pelo, cortadoras de barba).

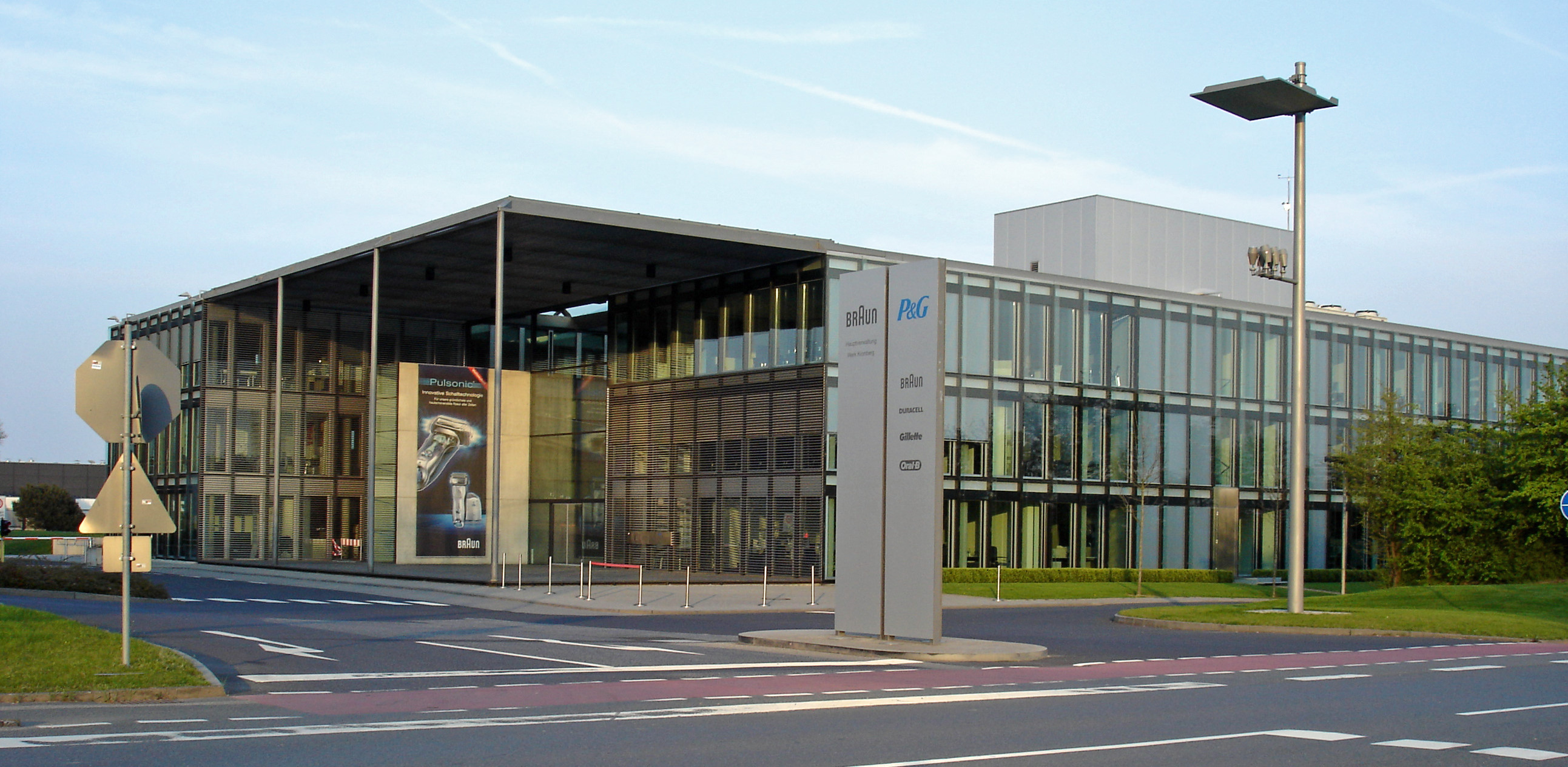
Sede Braun en Kronberg.

- Cuidado oral (ahora bajo la marca de fábrica Oral-B).
- Cuidado de la belleza (cuidado del pelo).
- Salud (termómetros de oído, monitores de presión arterial, medidores de glucosa).
- Alimentación y bebidas (cafeteras, amoladoras de café, tostadoras, mezcladores, jugueras).
- Relojes y calculadoras (relojes de muñeca, de mesa, de pared; calculadoras).

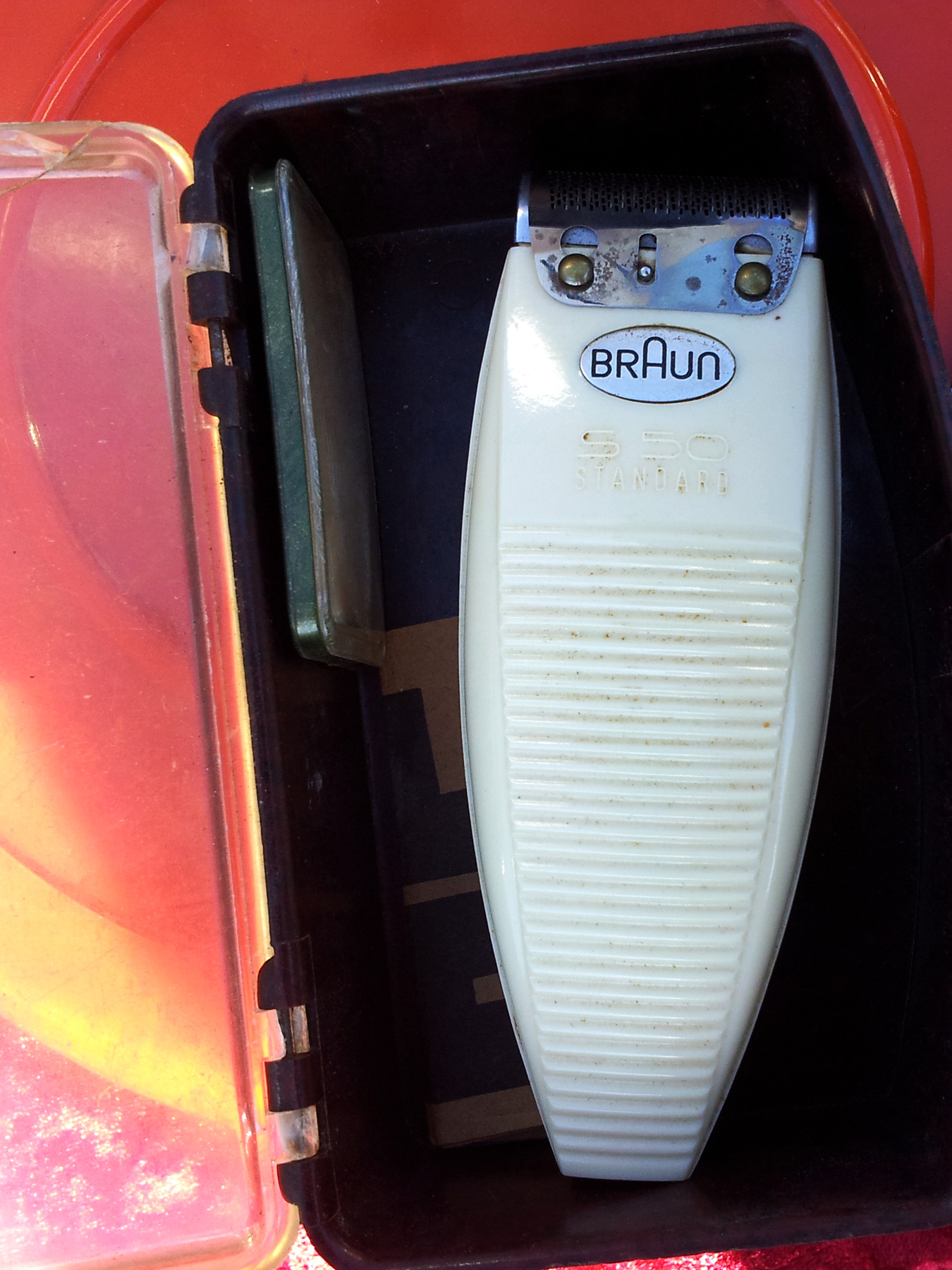
S 50 (1950)
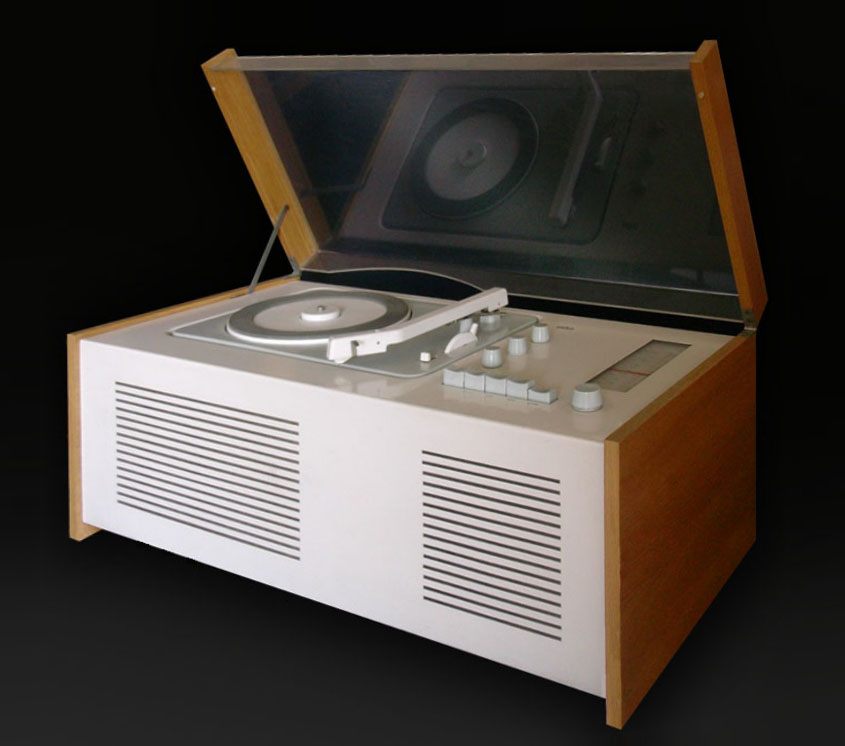
SK 61
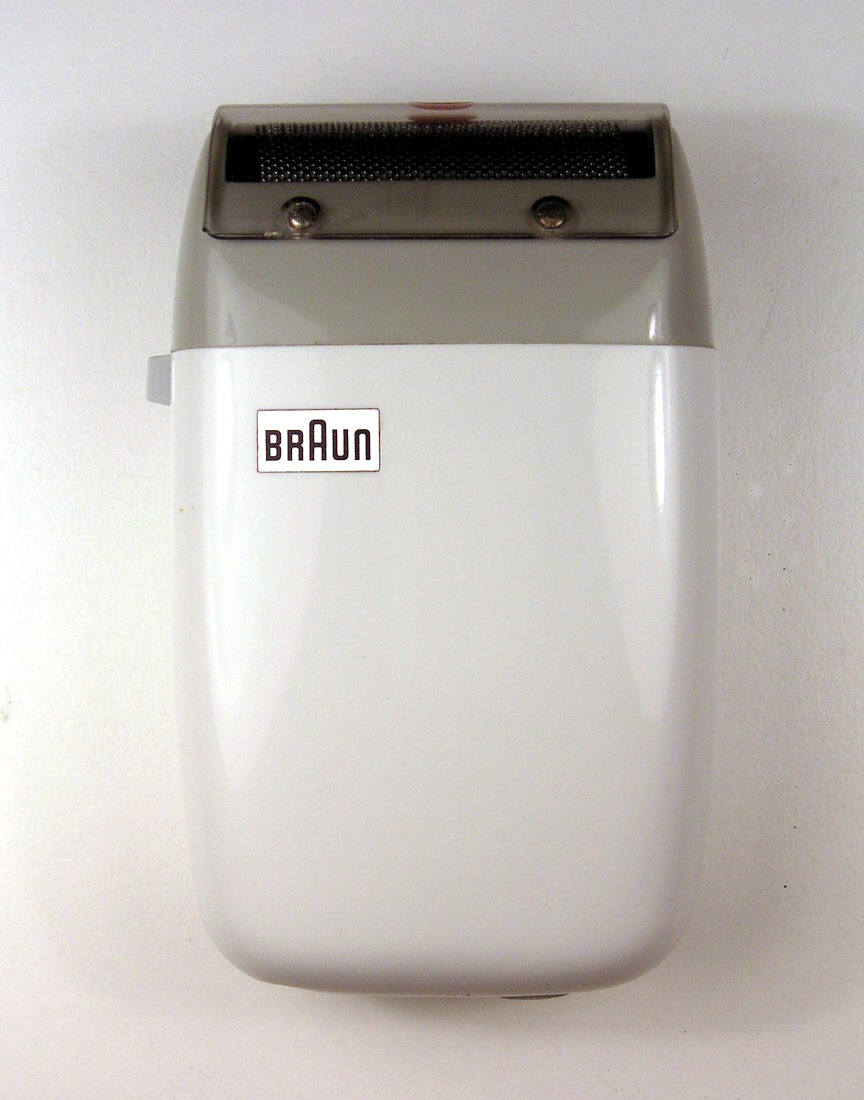
Sixtant
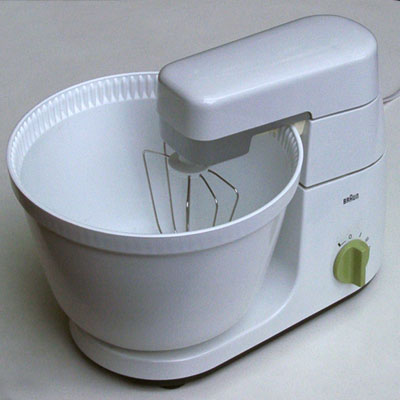
KM 32